# Érintkezésmentes erők
Érintkezésmentes erők olyan tárgyak közötti kölcsönhatásból származnak, amelyek egymással nem érintkeznek. Ennek a fogalomkörnek az ellentétét képezik az érintkezéssel létrejövő erők (például a rugalmas ütközés).
Az érintkezésmentes erők csoportja gyakorlatilag megegyezik a szabaderők csoportjával, a kényszererők ellentéteként. Különbség csupán a megfogalmazásban van.

## Általános kérdések
A fizika régi problémája, hogy hogyan jöhetnek létre kölcsönhatások olyan testek között, amelyek nem érintkeznek egymással, és nem rendelhető közvetítő közeg sem a kölcsönhatás létrejöttéhez (mint ahogyan az elektromágneses sugárzásnál megkísérelték a teoretikus éter fogalmát bevezetni). A kölcsönhatás forrása valamely meghatározott test által létesített erőtér.
Az érintkezésmentes erők – hasonlóan a gravitációhoz – okozhatnak gyorsulást (helyváltoztatást), és előidézhetnek statikus erőt is. A d'Alembert törvény egyik következménye az egyensúlynak leírása a dinamikus és sztatikus erők egyensúlyaként.
A XX. század eleje óta a jelenséget, mint a tér görbületét írják le (Einstein). A XX. század közepén merült fel a gravitáció jelenségének alaposabb leírása iránti igény. Ekkor kezdődtek kísérletek egyrészt a gravitációnak hullámtermészetként, másrészt részecskék áramaként (gravitonok) való leírására. A XX. század végén született meg az igény, hogy a kvantumelméletet a gravitáció jelenségére is kiterjesszék. Az alábbiakban szereplő többi kölcsönhatásra ilyen kísérletek nem történtek.

## A legfontosabb érintkezésmentes erők
- Gravitáció bármely két test között létrejövő erő, amely a testek tömegével egyenesen, a köztük levő távolság négyzetével pedig fordítottan arányos (Isaac Newton). Legismertebb formája a testekre ható nehézségi erő, amely a Földdel való kölcsönhatásból származik.

Az elektromos és mágneses kölcsönhatás esetén igen régen bebizonyosodott az ellentétes töltésű részecskék létezése. A gravitációs kölcsönhatásra vonatkozóan ilyen igény csak a XX. században lépett fel. Azóta értelmezzük az anyag és az antianyag fogalmát (Dirac). Az antianyag nem negatív tömegű anyag, csupán a bariontöltése negatív. Tömege az energiával arányos az E=m·c² képlet értelmében.
- Elektromágneses kölcsönhatás, különleges érintkezésmentes erő, amely hasonló a gravitációs erőhöz, azonban az elektromos erő a töltés, a mágneses erő viszont a polaritás előjelétől függ.
- Erős kölcsönhatás: A gravitációs és az elektromágneses erőktől eltérően az atommag belsejében, igen kis hatótávolsággal értelmezhető. Független az elektromos töltéstől, és proton–proton, illetve neutron–neutron között működik. Ez a természetben előforduló legnagyobb kölcsönhatás, azonban hatótávolsága mindössze 10−15 m
- Gyenge kölcsönhatás: csak néhány nukleáris folyamatra jellemző, mint például a béta-bomlás, amelynél egy béta-részecske és egy töltés nélküli részecske (neutrínó) jön létre.

Az erős és a gyenge kölcsönhatás a kvantummechanika rendkívül fontos területe.

## További olvasnivaló
Az úszás (angolul) egy kényszererő (constraint force) és egy szabaderő egyensúlyaként tárgyalja a felhajtóerőt és a súlyerőt: a felhajtóerő csak érintkezés következtében jöhet létre.
A sztatika (angolul) az érintkezésmentes erőt testhez tartozó erőként (body force) határozza meg